# Faludi Sándor (színigazgató)
Faludi Sándor, született Wattersdorf (Devecser, 1873. november 22. – Budapest, 1945. április 19.) színházigazgató. Faludi Gábor fia, Faludi Jenő ikertestvére.

## Életútja
Faludi Gábor (1846–1932) színigazgató és Lőwy Jozefa (1846–1894) fia. Mint apját és testvéreit, őt is ellenállhatatlan erővel vonzotta a színház és szakítva addigi pályájával, 1902-ben a Vígszínház kötelékébe lépett, ahol édesapja megosztotta vele az igazgatói teendőket. Az első világháború alatt mint tüzértiszt kapitányi rangot ért el, 1917-ben Faludi Gábor bérelte ki a Népoperát is, amikor Faludi Sándor ennek az intézetnek igazgatását vette át, megosztván a vezetés teendőit Tapolczai Dezső színművésszel. Sikerült is nekik rendbe hozni a színház művészeti és adminisztratív ügyeit. 1925-ben a Fővárosi Operettszínháznak lett bérlője 1929-ig. 1931–32-ben mint művészeti igazgató állt a Magyar Színház élén, majd 1933-ban újból az Operettszínházat vezette, 1935–36-ban pedig tagja volt a Király Színház igazgatóságának.
Házastársa Wollák Margit (1884–1942) volt, Wollák Soma gyáros és Gomperz Mirza lánya, akivel 1904. december 15-én kötött házasságot Budapesten, a Terézvárosban.